# Alis volat propriis

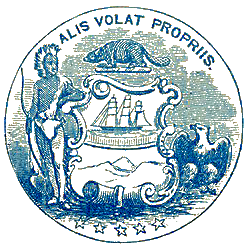
Con dấu của Lãnh thổ Oregon có thuật ngữ Latin "Alis volat propriis".

Alis volat propriis là một thuật ngữ tiếng Latin có nghĩa "Nàng bay bằng đôi cánh của mình" và là một khẩu hiệu của tiểu bang Oregon.
Khẩu hiệu này được thẩm phán Jesse Quinn Thornton viết bằng tiếng Anh. Câu chuyển ngữ sang tiếng Latin của nó được thêm vào con dấu của Lãnh thổ Oregon và được Nghị viện Lãnh thổ Oregon phê chuẩn vào năm 1854. Khẩu hiệu này ám chỉ việc những người định cư Xứ Oregon tham gia bỏ phiếu trong cuộc họp lần thứ ba tại Champoeg ngày 2 tháng 5 năm 1843 nhằm thành lập một chính phủ lâm thời độc lập với Hoa Kỳ và Vương quốc Anh. Trong thời Nội chiến Hoa Kỳ từ năm 1861 đến 1865, khẩu hiệu này trên con dấu của tiểu bang được đổi thành "The Union" (có nghĩa là Liên bang). Năm 1957, Hội đồng Lập pháp Oregon chính thức đổi khẩu hiệu thành "The Union" để phản ánh những quan điểm xung khắc nhau về chế độ nô lệ thời xa xưa của Oregon.
Năm 1987, lập pháp tái sử dụng khẩu hiệu ban đầu mà lập pháp cho rằng tốt hơn trong việc phản ánh tinh thần độc lập của Oregon. Những người ủng hộ đổi khẩu hiệu trở về như ban đầu alis volat propriis gồm có Bộ trưởng Ngoại giao Oregon và thống đốc sau đó Barbara Roberts, Chủ tịch Thượng viện Oregon Jason Boe, và sử gia Thượng viện Cecil Edwards.
Năm 1999, sau một cuộc tranh luận ngắn ngủi trong ủy ban, Hạ viện Oregon được trình lên Dự luật Hạ viện 2269. Nếu được thông qua, dự luật này sẽ đảo ngược khẩu hiệu tiểu bang về "The Union", nhưng dự luật bị đánh bại khi nó tới phòng họp Hạ viện.
Con dấu tiểu bang Oregon, nhìn thấy bên mặt trái của lá cờ tiểu bang, vẫn còn khẩu hiệu "The Union".